# 나카니시 리나
나카니시 리나(일본어: 中西 里菜, 1988년 6월 26일 - ) 또는 야마구치 리코(일본어: やまぐち りこ)는 여성 아이돌 그룹「AKB48」의 전 팀A의 멤버이다.
오이타현 오이타시 출신. 제1기 AKB48 멤버 오디션에서 7024명 중에서 선택된 24명 중 하나. BELLTECH PRODUCTION 소속.
요시칸고등학교 중퇴. 유닛 Chocolove from AKB48의 에이스이다.
컨디션이 나빠 무대에 올라가지 못했지만 2008년 4월 20일부터 복귀하고 있다. 비염과 척추이상을 이유로 2008년 11월 23일 졸업.

## 인물상과 잘하는 것
- 제1기 AKB48 멤버 오디션에서 7,024명 중에서 뽑힌 24명 중 1인.
- 남동생과 여동생이 각각 한 명 있다.
- 지병으로 천식을 가지고 있다（공식 블로그 기록）.

（공식 블로그에 기재, 7분 36초부터 ~ ）
- 2008년 10월 11일 4th Stage「지금 연애중」리바이벌 공연 최종 흥행일이 극장에서의 마지막 무대였다.
- 2008년 11월 23일「AKB48 설마, 이 콘서트의 음원은 유출되지 않은 거지?」에서 졸업.
- 취미는 요리. 캐치프레이즈에도 있듯이 된장국을 만드는 것이 특기라서 멤버에게도 정평이 있다.
- 고등학교를 중퇴하고, 꿈을 이루기 위해서 오이타에서 혼자 상경했다.
- 캐인의 아마노 히로유키가 가장 응원해주는 멤버.
- 참포인트와 짝보조개.
- 오오에 토모미와 사이가 좋다. 둘이서「사쿠란보 자매」를 결성했다. 이런저런 AKB일지와「기둥의 모임」블로그에 여러 차례 둘이서 등장했다.
- 좋아하는 아티스트는 마츠우라 아야.

（공식 블로그에 기재, 7분 36초부터 ~ ）.
- 2008년 10월 11일의 4th Stage「지금 연애중」리바이벌 최종 흥행일이 마지막 공연이 되어 11월 23일 「AKB48 설마, 이 콘서트 음원은 유출되지 않는거지?」부로 졸업. 비염과 척추이상을 이유로 든다.
- 캐치프레이즈는 오이타 현 출신, 짝보조개가 참포인트 덧붙여서 잘하는 요리는 따뜻한 된장국.
- 2010년 8월 27일 AV 레이블 Alice JAPAN을 통해 "야마구치 리코(やまぐちりこ)"로써 AV 업계에 AV 데뷔하였다(2010년 11월에 BELLTECH PRODUCTION로 이적).
- 2012년 3월 8일, AV 은퇴.
- 2013년 6월 13일, 공식 블로그에서 결혼하는 것을 발표.